# Башня IFS (Чунцин)
Башня IFS (Chongqing International Finance Square, Chongqing IFS Tower, 重慶國金中心) — сверхвысокий небоскрёб, расположенный в новом деловом центре китайского города Чунцин, в районе Цзянбэй. Построен в 2016 году, по состоянию на начало 2020 года являлся четвёртым по высоте зданием города, 62-м по высоте зданием Китая, 72-м — Азии и 118-м — мира. 
Офисно-гостиничная башня IFS T1 (316 м) имеет 63 наземных и один подземный этаж, 31 лифт и 2365 парковочных мест. Верхнюю часть небоскрёба занимают номера пятизвёздочного отеля Niccolo Chongqing. Помимо башни IFS T1 в состав комплекса Chongqing IFS входят ещё четыре офисные башни меньшей высоты — 34-этажные башни IFS T2 (171 м) и IFS T6 (170 м), 19-этажные башни IFS T3 и IFS T5 (105 м), а также трёхэтажный подиум площадью 114 000 м², в котором размещаются магазины, рестораны, кинотеатр и ледовый каток; общая площадь комплекса — 660 000 м². 
Проектировщиками комплекса выступили гонконгские архитектурные компании Benoy и Wong Tung & Partners, а также Чунцинский архитектурный институт и Восточно-Китайский архитектурный институт; владельцами являются гонконгский многопрофильный конгломерат The Wharf Holdings и компания China Overseas Land and Investment Limited. 
Кроме башни International Finance Square в Чунцине компании The Wharf Holdings принадлежат подобные комплексы под брендом IFS в городах Сучжоу (2019), Чанша (2018), Уси (2014) и Чэнду (2014). 